# Bruna Vilamala
Bruna Vilamala Costa (Borgonyà, Barcelona, España; 4 de junio de 2002) es una futbolista española. Juega como delantera para el Club América Femenil de la Primera División Femenil de México.

## Biografía

### F. C. Barcelona
Nacida en la localidad de Borgonyà Bruna se unió al Fútbol base de Fútbol Club Barcelona con tan solo once años de edad.
Debuta con el primer equipo azulgrana el 1 de febrero de 2020 frente al Sevilla F. C. con tan solo 17 años, siendo la cuarta jugadora más joven en vestir la camiseta del cuadro culé.
Durante la temporada 2020-21, fue habitual en las nóminas del primer equipo del Barça a pesar de que aún tenía ficha del filial. El 18 de octubre de 2020 anota su primer gol en Primera División en la goleada 6-0 frente al Sporting de Huelva.
El 10 de mayo de 2021, marca frente al Granadilla, el cual sería de carácter decisivo en la victoria 1-0, con la cual se alzaban con el título de la Liga Iberdrola.
En aquella temporada, el F. C. Barcelona acabaría la mejor campaña de su historia al conseguir los títulos de Liga, Copa de la Reina y Liga de Campeones. Bruna por su parte, cerraría la temporada con 12 goles convertidos en Liga en tan solo 15 partidos, siendo la sexta goleadora de la campaña culé y la segunda con mejor promedio goleador.

## Selección nacional
Fue seleccionada en 2018 para asistir con La Roja sub-17 al Campeonato Europeo que se iba a disputar en Lituania.

## Estadísticas
Actualizado hasta el 6 de septiembre de 2021
| Club                         | Div.                | Temporada           | Liga  | Liga  | Copa  | Copa  | Continental | Continental | Total | Total |
| Club                         | Div.                | Temporada           | Part. | Goles | Part. | Goles | Part.       | Goles       | Part. | Goles |
| ---------------------------- | ------------------- | ------------------- | ----- | ----- | ----- | ----- | ----------- | ----------- | ----- | ----- |
| F. C. Barcelona "B" · España | 2.ª                 | 2019-20             | 15    | 8     | -     | -     | -           | -           | 15    | 8     |
| F. C. Barcelona "B" · España | 2.ª                 | 2020-21             | 6     | 4     | -     | -     | -           | -           | 6     | 4     |
| F. C. Barcelona "B" · España | Total               | Total               | 21    | 12    | -     | -     | -           | -           | 21    | 12    |
| F. C. Barcelona · España     | 1.ª                 | 2019-20             | 1     | 0     | 1     | 0     | -           | -           | 2     | 0     |
| F. C. Barcelona · España     | 1.ª                 | 2020-21             | 15    | 12    | 2     | 1     | 2           | 0           | 19    | 13    |
| F. C. Barcelona · España     | 1.ª                 | 2021-22             | 5     | 3     | -     | -     | 2           | 0           | 7     | 3     |
| F. C. Barcelona · España     | Total               | Total               | 21    | 15    | 3     | 1     | 4           | 0           | 28    | 16    |
| Total en su carrera          | Total en su carrera | Total en su carrera | 42    | 27    | 3     | 1     | 4           | 0           | 49    | 28    |

## Palmarés

### Campeonatos nacionales
| Título              | Club            | País   | Año  |
| ------------------- | --------------- | ------ | ---- |
| Liga Española       | F. C. Barcelona | España | 2020 |
| Copa de la Reina    | F. C. Barcelona | España | 2020 |
| Liga Española       | F. C. Barcelona | España | 2021 |
| Copa de la Reina    | F. C. Barcelona | España | 2021 |
| Supercopa de España | F. C. Barcelona | España | 2022 |
| Copa de la Reina    | F. C. Barcelona | España | 2022 |
| Primera Iberdrola   | F. C. Barcelona | España | 2022 |
| Supercopa de España | F. C. Barcelona | España | 2023 |
| Primera Iberdrola   | F. C. Barcelona | España | 2023 |

### Campeonatos internacionales
| Título            | Equipo              | Sede         | Año  |
| ----------------- | ------------------- | ------------ | ---- |
| Europeo sub-17    | Selección de España | Lituania     | 2018 |
| Liga de Campeones | F. C. Barcelona     | Suecia       | 2021 |
| Liga de Campeones | F. C. Barcelona     | Países Bajos | 2023 |